# 郭元照
郭元照，山东阳信人，是一名清朝政治人物。
郭元照曾于1798年接替陈梦兰任宝山县知县一职，1799年由李克轼接任。